# Comuna Dragsholm
Dragsholm (Dragsholm Kommune) a fost o comună din comitatul Vestsjællands Amt, Danemarca, care a existat între anii 1970-2006. Comuna avea o suprafață totală de 152,47 km² și o populație de 13.695 de locuitori (în 2004), iar din 2007 teritoriul său face parte din comuna Odsherred.
1. ↑  Danske borgmestre 1970-2018 (PDF)